# ماریو گونسالس (شناگر)
ماریو گونسالس (به اسپانیایی: Mario González) (زادهٔ ۲ اوت ۱۹۷۵) شناگر اهل کوبا بود.